# Teoria estrutural-demográfica
Nas ciências sociais, a teoria estrutural-demográfica (SDT na sigla em inglês, também conhecida como Teoria Estrutural Demográfica) usa modelagem matemática para explicar e prever surtos de instabilidade política em sociedades complexas. Teve origem no trabalho do sociólogo Jack Goldstone e foi desenvolvida pelos historiadores quantitativos Peter Turchin, Andrey Korotayev, Leonid Grinin e Sergey Nefedov.

## Teoria
Conforme aplicada por Peter Turchin e colegas, a SDT divide as sociedades historicamente observadas em quatro componentes: o estado, as elites, a população em geral e um componente processual concebido para medir a instabilidade política. Cada um destes quatro componentes é subdividido em atributos diferentes, que flutuam dinamicamente e influenciam uns aos outros por meio de uma série de ciclos de retroalimentação. Por exemplo, a teoria leva em consideração o número e a composição das elites, a estrutura etária e o grau de urbanização da população em geral, e as receitas e despesas do Estado. Inclui também um aspeto ideológico, rastreando a prevalência de normas “pró-sociais” que promovem a cooperação, bem como “ideologias radicais”, entendidas como inerentemente socialmente perturbadoras.

## História
Como estudante de pós-graduação no final da década de 1970 e início da década de 1980, Goldstone observou um padrão persistente: nas décadas que antecederam grandes surtos históricos de instabilidade política, como a série de revoluções na França, Holanda e América no final do século XVIII ou a Rebelião Taiping na China (1850-1864), as sociedades em questão experimentaram um crescimento populacional substancial, levando a um "aumento da juventude" e à rápida urbanização. Esta associação foi observada por vários historiadores, mas ainda não havia sido sistematicamente explorada no contexto da demografia global e da história das revoluções e guerras civis. A teoria estrutural-demográfica surgiu das suas tentativas de aplicar os conhecimentos da demografia política ao estudo das revoluções na história mundial.
Uma contribuição importante para a SDT foi feita por Andrey Korotayev e seus colegas, que desenvolveram o seu modelo estrutural-demográfico de "Uma armadilha na fuga da armadilha", que demonstrou que o surgimento de grandes convulsões sociopolíticas na fuga da armadilha malthusiana não é um fenómeno anormal, mas regular.